# Société des brasseries de l'Ouest africain
Vous pouvez aider à l'améliorer ou bien discuter des problèmes sur sa page de discussion.
- Il ne cite pas suffisamment ses sources. Vous pouvez indiquer les passages à sourcer avec {{référence nécessaire}} ou {{Référence souhaitée}}, et inclure les références utiles en les liant aux notes de bas de page. (Marqué depuis mai 2021)
- Il contient une ou plusieurs listes. Le texte gagnerait à être rédigé sous la forme d’un ou plusieurs paragraphes synthétiques, afin d’être plus agréable à lire. (Marqué depuis mai 2021)

- Archive Wikiwix
- Bing
- Cairn
- DuckDuckGo
- E. Universalis
- Gallica
- Google
- G. Books
- G. News
- G. Scholar
- Persée
- Qwant
- (zh) Baidu
- (ru) Yandex
- (wd) trouver des œuvres sur Wikidata

La Société des Boissons Rafraîchissantes de l'Ouest Africain (SOBOA) est une entreprise sénégalaise qui domine le marché des boissons gazeuses non alcoolisées et alcoolisées, et demeure aujourd'hui la seule brasserie du pays.
Gage de qualité, la SOBOA produit des boissons appréciées dans tout le pays[passage promotionnel], sous des formats de bouteilles plastiques (PET) et de verre consigné, seule entreprise de boisson à en utiliser au Sénégal.

## Historique

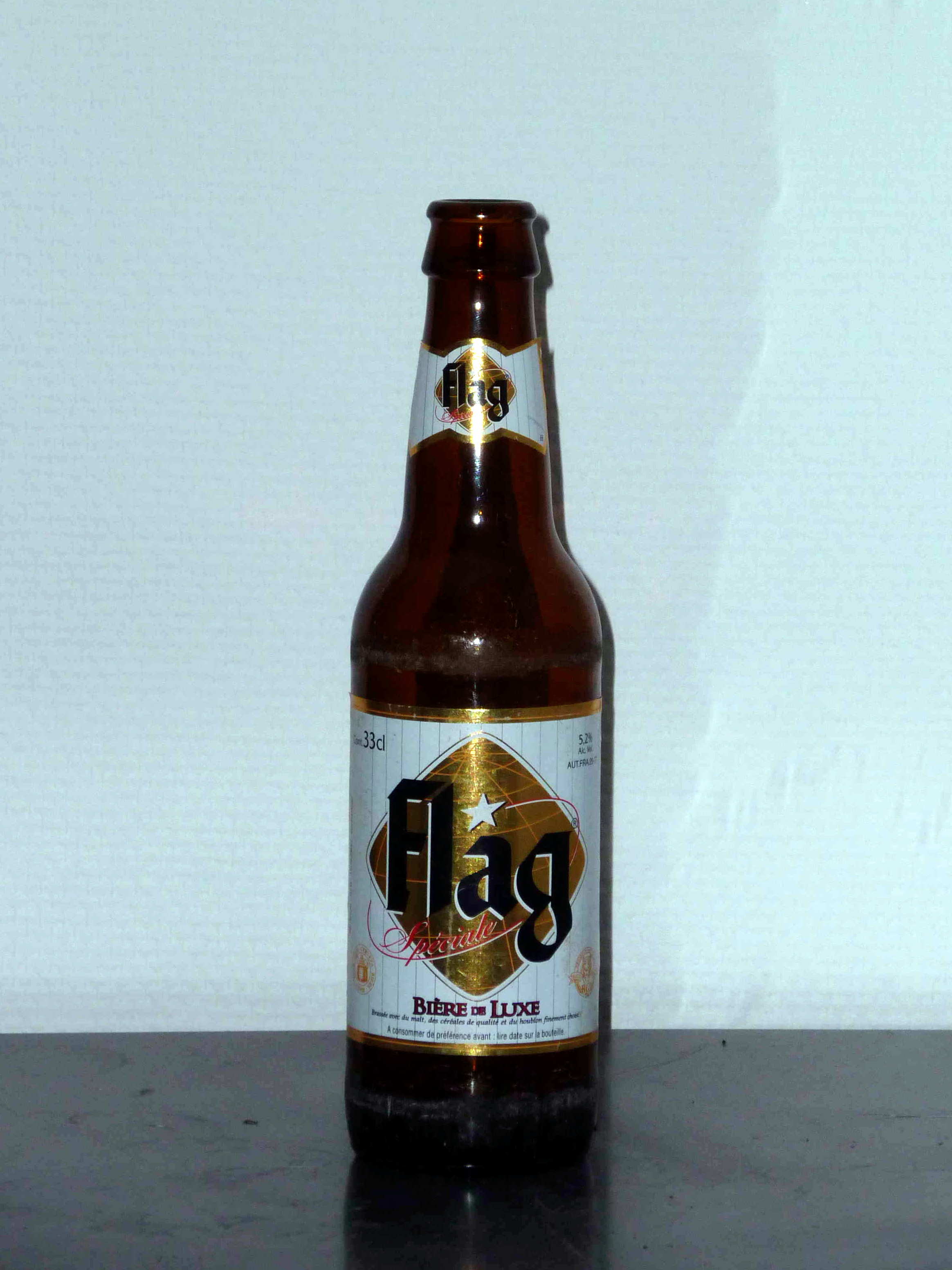
La Flag

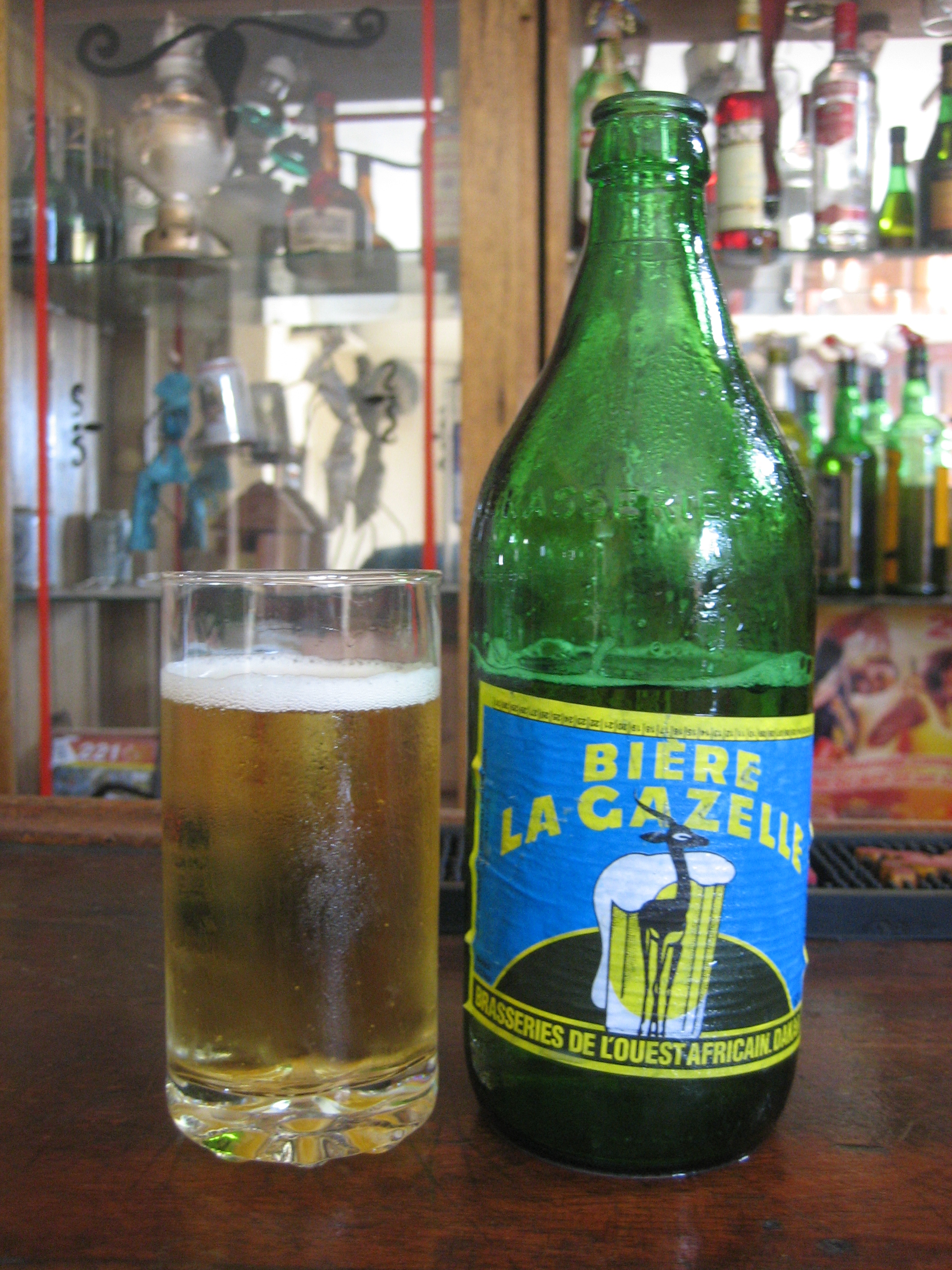
L'une des bières les plus populaires, la Gazelle

L'implantation de la SOBOA à Dakar date de 1929.
En juin 1966 avec la compagnie hôtelière de l’Ouest Africain. En octobre 1973 avec la Société Dakaroise de Boissons Gazeuses (SODAGA). En 1982 elle absorbe la Société Industrielle des Brasseries du Sénégal (SIBRAS) créée en 1973 par un groupe suisse. En 1990 le groupe BGI devient la propriété du groupe CASTEL, faisant devenir la SOBOA une filiale du groupe CASTEL en 1991. En décembre 1999, la SOBOA devient une Société Anonyme avec Conseil d’Administration et en 2010 elle rachète Africa Investissements Sénégal, producteur de boissons gazeuses : Africa Cola et Quinch.
Au 1er juillet 2022, après 49 années de partenariat, le groupe Castel et The Coca-Cola Company ont mis fin d'un commun accord à leur collaboration. Cette séparation marque l'arrêt de la production des boissons Coca-Cola, Fanta, Schweppes et Sprite par la SOBOA.

## Production

### Boissons gazeuses non alcoolisées
- World Cola (formats plastique 30 cL et 100cL et verre consigné 30 cL)
- Youzou (formats plastique 30 cL et 100 cL et verre consigné 30 cL)
- Gazelle Limonade (formats plastique 30 cL et 100 cL et verre consigné 33 cL)
- Gazelle Ananas (formats plastique 30 cL et 100 cL et verre consigné 30 cL)
- Gazelle Pomme (formats plastique 30 cL et 100 cL)
- Top Orange (formats plastique 30 cL et 100 cL)
- Top Ananas (formats plastique 30 cL )
- Top Tropical (formats plastique 30 cL)
- Vimto (formats plastique 30 cL et 100 cL et verre consigné 30 cL)

### Bières
- Bière La Gazelle (formats verre consigné 33 cL et 63 cL et canette 50 cL)
- Gazelle Chill (format verre consigné 33 cL)
- Flag (formats verre consigné 33 cL et 65 cL et canette 50 cL)
- 33 Export (format verre consigné 65 cL)
- Booster Racines (format verre consigné 50 cL)

### Boissons énergisantes
- XXL Energy (format plastique 30 cL et verre consigné 30 cL)
- Malta (format verre consigné 35 cL)

### Vins
Les vins sont ceux produits par la Maison Castel et sont importés par la SOBOA pour être vendus sur le marché sénégalais.
- AOC Découverte : Touraine Sauvignon Blanc, Rosé d'Anjou, Muscadet Sèvre et Maine, Languedoc, Jurançon, Côtes du Rhônes Grenache-Syrah, Côtes de Provence, Bordeaux Sauvignon Blanc, Bordeaux.
- AOC Sélection : Saint-Emilion, Pouilly Fumé, Médoc, Châteauneuf-du-Pape, Chablis.
- Cépages Découverte : Chardonnay, Viognier, Syrah, Sauvignon-Blanc, Pinot Noir, Muscat, Merlot Rosé, Merlot, Grenache, Gewurztraminer, Cabernet Sauvignon.
- Cépages Sélection : Syrah, Pinot Noir, Chardonnay, Cabernet Sauvignon.
- Effervescents Découverte : Cuvée Blanche Blanc de blanc, Cuvée Rosée Brut, ICE Cuvée Blanche, ICE Cuvée Rosée.
- Effervescents Sélection : Crémant de Bordeaux.

À cette liste s'ajoutent les séries limitées de la Maison Castel.